# تراب حق‌شناس

تراب حق‌شناس (۱۳۲۲، جهرم - ۵ بهمن ۱۳۹۴، پاریس) مبارز سیاسی چپ و مترجم اهل ایران بود.
وی از اعضای اولیه سازمان مجاهدین خلق ایران بود، بعد از سال ۱۳۵۴ به گرایش‌های مارکسیستی پیوست و در سال ۱۳۵۷ همراه با عده‌ای دیگر «سازمان پیکار در راه آزادی طبقه کارگر» را پایه‌گذاری کرد. او در سال ۶۰ مجبور شد ایران را ترک کند تا فعالیت‌های خود را در اروپا دنبال کند.
از او کتاب‌هایی در زمینه فلسطین، مارکس، و ترجمه وضعیت زنان در اسلام و شعرهایی از محمود درویش، شاعر بلندآوازه فلسطینی به جا مانده است.
او اعتقاد داشت که مبارزه یک امر حرفه‌ای و تمام وقت است و از این رو زندگی خود را وقف آرمان‌های «عدالت‌خواهانه و آزادی‌خواهانه» کرد. او در سال ۱۳۵۳ با پوران بازرگان بیوه محمد حنیف نژاد ازدواج کرد و تا پایان عمر پوران در سال ۱۳۸۶ در پاریس باهم زندگی می‌کردند و به ترجمه آثار می‌پرداختند.

## زندگی‌نامه

### سال‌های آغازین مبارزه
حق‌شناس گفته است که در «یک خانواده کاملاً معتقد به مبانی اسلامی» به دنیا آمد و «از ابتدا طعم زندگی محقر را چشیده است». پدرش «دامدار کوچکی» در جهرم بود. او در سال ۱۳۳۶ به خواست پدر راهی قم شد تا درس طلبگی بیاموزد.
حق‌شناس اما همزمان با دوره طلبگی تحصیلات دبیرستان را به اتمام رساند.
سپس به علت فقدان امکانات مالی از حضور در دانشگاه بازماند، اما در سال ۱۳۳۹ در رشته زبان انگلیسی راهی دانشسرای عالی شد.
او در خاطرات خود تأثیر مهدی بازرگان بر افکار خود را یادآور شده است: «از همان سال‌هایی که در قم بودم به کارهایی که مهندس بازرگان انجام می‌داد علاقه‌مند بودم.»
به این ترتیب با ورود به دانشسرا، جذب انجمن اسلامی دانشجویان شد که تحت تأثیر بازرگان، طالقانی و سحابی بود.
او در این سال‌ها به‌طور همزمان عضو جبهه ملی ایران و نهضت آزادی ایران شد و به فعالیت‌های سیاسی و دینی خود شدت داد.
در این باره گفته بود: «فعالیت سه‌گانه ما در جبهه ملی و نهضت آزادی به عنوان ارگان سیاسی و انجمن اسلامی دانشجویان به عنوان ارگان ایدئولوژیک و فرهنگی ادامه داشت تا اینکه سران نهضت آزادی در اوایل بهمن ۱۳۴۱ دستگیر شدند و کارهای ما جوانان نهضت کاملاً حالت مخفی به خود گرفت.»

### فعالیت در سازمان مجاهدین خلق
با بسته شدن فضای سیاسی در سال‌های آغاز دهه چهل، نسلی از جوانان به مبارزات مخفیانه و مسلحانه روی آوردند.
حق‌شناس در ضمن فعالیت‌های خود با سه تن از پایه‌گذاران یک سازمان چریکی آشنا شد که بعدها سازمان مجاهدین خلق نام گرفت. این سه تن عبارت بودند از محمد حنیف‌نژاد، سعید محسن و علی‌اصغر بدیع‌زادگان.
این گروه با نقد مبارزات اصلاح‌طلبانه سال‌های ۳۹ تا ۴۳، به دنبال این بودند که «راه مبارزه» چیست. «ما نمی‌دانستیم که چگونه باید مبارزه کرد و این نقطه آغاز اساسی در آن دوره اول بود.»
به گفته حق‌شناس، مسائل دینی به عنوان چاشنی مبارزاتی برای اعضا بود. آنها در صدد این بودند که برای شیوه مبارزه خود از قرآن تأیید بگیرند. «یعنی چیزی که ما به آن رسیده [بودیم] مخالف دین نیست و باید از قرآن درمی‌آوردیم که درست است.»
حق‌شناس معتقد بود که «ما عملاً سازمان انقلابیون حرفه‌ای مدل لنینی را با تفسیر اسلامی مطابق می‌کردیم و پای آن هم محکم ایستاده بودیم.»
با شکل‌گیری تدریجی گروه، کار مطالعاتی و جمع‌بندی مقدمات برای اجرای فاز مسلحانه آغاز شد.
«از سال ۴۴ تا سال ۴۸ سازمان، فعالیت آموزشی سیاسی و مطالعاتی دارد و کسانی که در زمینه‌های اقتصاد، سیاست، فلسفه، دین و سایر مسائل واردتر بودند دیگران را آموزش می‌دادند… شروع تدارک برای عمل مسلحانه باید گفت سال‌های ۴۸–۴۹ است.»

### همراه با مبارزان فلسطینی
حق‌شناس از جمله اعضای مجاهدین خلق بود که برای آموزش نظامی و تدارکات تسلیحاتی به کشورهای عربی سفر می‌کرد. به دلیل آشنایی با زبان عربی و پیگیری مبارزات رهایی‌بخش در برخی کشورهای عربی خاورمیانه به عنوان عضوی آگاه از این مبارزات راهی این کشورها می‌شد.
او در خاطرات خود به نشریه‌ای اشاره می‌کند که در سال‌های ۴۷ و ۴۸ در سازمان منتشر می‌کردند. این نشریه ویژه انقلاب فلسطین بود. او اخبار و تحلیل‌هایی را از عربی به فارسی ترجمه می‌کرد و در اختیار اعضا می‌گذاشت که بر آنها تأثیرگذار بود.
«اخبار فلسطین را در اختیار جمع سازمانی می‌گذاشتم… برداشت سازمان از این نشریه این بود که تأثیر زیادی در پرتحرک کردن سازمان و نیز آمادگی برای آموزش نظامی داشته است.»
از این‌رو حق‌شناس با سازمان‌های چریکی نظیر الفتح برای تربیت و آموزش نظامی اعضای سازمان و تهیه اسلحه در ارتباط بود و به اردن، عمان، لبنان، عراق و سوریه در حال رفت و آمد بود.

### تغییر ایدئولوژی سازمان؛ از خرده بورژوازی به طبقه کارگر
یکی از مسائل مهم در ارتباط با سازمان مجاهدین خلق تغییر ایدئولوژی این سازمان از اسلامی به مارکسیستی بود. این تحول بین مبارزان چنان تأثیرگذار بود که تا سال‌های بعد از انقلاب همچنان تأثیر خود را حفظ کرد.
در سال ۱۳۵۴ عده‌ای از اعضای سازمان به این نتیجه رسیدند که با ایدئولوژی «بورژوازی» دینی نمی‌توان مبارزه راستین کرد و بنابراین باید رسماً اعلام کنند که ایدئولوژی آنها مارکسیستی است. این اعلام نتایج خونین داشت و منجر به درگیری و کشته شدن برخی اعضا توسط دیگر اعضا شد.
حق‌شناس در رابطه با این تغییر ایدئولوژی اعتقاد داشت که چنین رویکردی از قبل در سازمان بود و بعدها آنها «التقاطی بودن» ایدئولوژی سازمان را علنی کردند.
به نظر او، «اصل بر این بود که نباید به مردم دروغ گفت… وقتی ما می‌رسیم به این اصل که راهنمای ما دیگر اندیشه مذهبی نیست و کارایی ندارد تا در امر مبارزه ما را یاری دهد، باید این را صریح به همه بگوییم، حتی اگر بسیاری از امکانات را هم از دست بدهیم.»
به اعتقاد این مبارز سیاسی، در آن زمان اکثریت اعضا به ناکارآمدی دین اسلام در مبارزه رسیده بودند و از این‌رو امکانات سازمان باید در اختیار اکثریت قرار می‌گرفت. هرچند او اضافه می‌کند «ما مارکسیست‌ها بایستی می‌رفتیم و گروه خودمان را درست می‌کردیم، نه اینکه نام و هویت سازمان را غصب کنیم.»
این گونه شد که وی با همراهی چند تن دیگر سازمان پیکار در راه آزادی طبقه کارگر را بنیان نهاد.

### دیدار با روح‌الله خمینی
یکی دیگر از برش‌های زندگی حق‌شناس، دیدارهایش با روح‌الله خمینی در عراق بود. او در سال‌های ۴۰ تا ۴۲ با روح‌الله خمینی دیدار داشت و در سال‌های ۴۹ تا ۵۳ از طرف سازمان مجاهدین خلق همراه با حسین روحانی یکی دیگر از اعضای مؤثر سازمان که بعد از انقلاب اعدام شد، با او ملاقات‌هایی صورت داد.
دیدارها همراه با نامه‌های تأییدآمیز از طرف محمود طالقانی، حسینعلی منتظری، هاشمی رفسنجانی و چند تن دیگر بود، که در آنها خواستار حمایت روح‌الله خمینی از سازمان شده بودند، اما در نهایت به گفته حق‌شناس، «آیت‌الله خمینی هیچ جواب مثبتی به آن نامه‌ها نداد.»
آنها همچنین ساعاتی را برای تشریح مواضع سیاسی و ایدئولوژیک سازمان برای روح‌الله خمینی صرف می‌کنند. اما روح‌الله خمینی در پایان این توضیحات، نگرش سازمان به معاد را «مادی» می‌پندارد و شیوه مسلحانه را رد می‌کند. به گفته حق‌شناس، روح‌الله خمینی به روحانی گفت: «مردم آمادگی برای مبارزه ندارند و کاری نمی‌شود کرد و آقایان هم نمی‌توانند کاری انجام دهند… بیخود خودتان را به باد ندهید… آقا این مطلب را پیش خودتان داشته باشید. واقع امر این است که من اعتقادی به مبارزه مسلحانه ندارم.»

### مرگ
حق‌شناس ۵ بهمن ۱۳۹۴ پس از طی یک دوره بیماری در سن ۷۲ سالگی در بیمارستانی در حومهٔ شهر پاریس درگذشت.